# Willowsiella anderseni
Willowsiella anderseni är en myrart som beskrevs av Taylor 1991. Willowsiella anderseni ingår i släktet Willowsiella och familjen myror. Inga underarter finns listade i Catalogue of Life.